# My Four Years in Germany
Pour plus de détails, voir Fiche technique et Distribution.
My Four Years in Germany est un film américain réalisé par William Nigh, sorti en 1918.

## Synopsis
L'ambassadeur américain en Allemagne, James W. Gerard, livre ses quatre années d'expériences passées dans ce pays.

## Fiche technique
- Titre : My Four Years in Germany
- Réalisation : William Nigh
- Scénario : Charles Logue, d'après une œuvre de James W. Gerard
- Photographie : Rial Schellinger
- Montage : William Nigh
- Producteurs : Mark M. Dintenfass, Harry Warner et Jack Warner
- Société de production : My Four Years in Germany Inc.
- Société de distribution : First National Pictures
- Pays d'origine : États-Unis
- Format : Noir et blanc — 35 mm — 1,33:1 — Film muet
- Genre : Guerre, drame
- Date de sortie : 1918

## Distribution
- Halbert Brown : l'ambassadeur James W. Gerard
- Willard Dashiell : Sir Edward Goschen
- Louis Dean : Guillaume II d'Allemagne
- Earl Schenck : Guillaume de Prusse
- George Ridell : Paul von Hindenburg
- Frank Stone : Henri de Prusse
- Karl Dane : Chancelier von Bethmana-Hollweg
- Percy Standing : Arthur Zimmermann
- William Nigh : Socialiste

## Autour du film
- Premier film produit par les frères Warner. Il s'agit d'une association avec Mark M. Dintenfass ayant constitué pour l'occasion une société de production : My Four Years in Germany Inc.